# Timpanalni organ
Timpanalni organ je slušni organ pri žuželkah. Sestavlja ga kožnata membrana (tympanum), razpeta preko zračne vreče, ki deluje kot resonančna komora. Zvok zaniha membrano, vibracije pa nato žuželka zazna s hordotonalnimi organi, priraščenimi nanjo.
Timpanalne organe najdemo na mnogo različnih mestih žuželčjega telesa (odvisno od skupine) - na oprsju, bazi kril, zadku, nogah ipd. To kaže na dejstvo, da so se timpanalni organi skozi evolucijo razvili večkrat ločeno, zato je njihova zgradba in lega pogosto pomemben taksonomski znak, ki pomaga pri določevanju vrst. Na primer, vsi predstavniki pedicev imajo parni timpanalni organ, katerega membrana se nahaja na prvem členu zadka. Na podlagi njegove natančnejše zgradbe pa je možno sklepati o sorodnosti poddružin in nižjih taksonomskih skupin. Domnevajo, da so se razvili iz proprioreceptorjev, ki se tudi nahajajo na mnogo različnih delih telesa žuželk.
Zaznavanje zvokov je evolucijsko stara pridobitev žuželk. Pri ravnokrilcih, ki so znani po sporazumevanju z zvokom, so našli timpanalne organe na fosilih, starih 200 milijonov let. Pri več drugih skupinah pa so se timpanalni organi pojavili kot odgovor na pojav netopirjev, ki plenijo žuželke, in so natančno uglašeni z ultrazvočnimi kliki, ki jih slednji uporabljajo za eholokacijo. Kadar žuželka med letom zazna netopirjeve signale, otrpne in pade proti tlom ali začne divje vijugati po zraku, s čimer se izogne napadu. Tudi mnogi ravnokrilci lahko zaznavajo signale netopirjev, sposobnost za kar pa se je očitno razvila kasneje, in slušni sistem teh živali dobro zaznava tako lastne zvoke (do nekaj kHz frekvence) kot zvoke netopirjev (med 20 in 60 kHz).
Da je timpanalni organ namenjen zaznavanju zvoka je prvi dokazal slovenski biolog Ivan Regen, ki je ugotovil, da se murni in kobilice, ki imajo timpanalne organe na prednjih nogah, ne odzivajo več na oglašanje drugih osebkov, ko jim odstranimo te noge.